# Phyllodonta inexcisa
Phyllodonta inexcisa är en fjärilsart som beskrevs av Paul Dognin 1908. Phyllodonta inexcisa ingår i släktet Phyllodonta och familjen mätare. Inga underarter finns listade i Catalogue of Life.